# Florentino Esquisabel
Florentino Esquisabel, nacido el 25 de agosto de 1944 en Olazagutia (Navarra, España). 
Es un ex pelotari español que fue seleccionado para disputar los Juegos Olímpicos de México en la modalidad de pelota mano. En dichos juegos la pelota vasca formó parte como deporte de exhibición, en la que se disputaron diversas modalidades. Formó parte de la selección española junto a sus compañeros Basabe, Sacristan e Iruzubieta, logrando finalmente la medalla de oro, imponiéndose en la final a la selección de Francia.
Tras la disputa de los Juegos se pasó a categoría profesional, haciendo su debut el 6 de enero de 1969, sin que en la misma lograra destacar de igual modo que lo había hecho en aficionados.